# Mieczysław Pawełkiewicz
Mieczysław Pawełkiewicz (ur. 13 lutego 1938 w Bielsku, zm. 3 grudnia 2007 w Bielsku-Białej) – polski saneczkarz, olimpijczyk z Innsbrucku 1964.
Mistrz Polski w:
- jedynkach w roku 1959
- dwójkach (w parze z Edwardem Fenderem) w roku 1964.

Uczestnik mistrzostw świata w roku:
- 1958 – wystartował w jedynkach zajmując 6. miejsce,
- 1962 – wystartował w jedynkach zajmując 10. miejsce,
- 1963 – wystartował w jedynkach zajmując 12. miejsce i zdobywając srebrny medal (w parze z Edwardem Fenderem) w dwójkach,
- 1965 – wystartował w jedynkach zdobywając srebrny medal.

Na igrzyskach olimpijskich w 1964 roku zajął 6. miejsce w jedynkach i 7. miejsce w dwójkach (w parze z Edwardem Fenderem).